# Córrego Josefa Gomes
O córrego Josefa Gomes é um pequeno curso d'água que tem suas nascentes e todo o percurso inserido na malha urbana da cidade de Formosa, Goiás. 

## Hidrografia
O córrego Josefa Gomes atravessa a malha urbana de Formosa e é o principal contribuinte da Lagoa Feia, formadora do Rio Preto, pertencente à bacia hidrográfica do rio São Francisco.
"O córrego se forma a partir das nascentes localizadas na Mata da Bica e atravessa o perímetro urbano, por meio de canal. Nesse trecho em que o córrego corta a cidade, as suas áreas laterais estão repletas de veredas, contribuindo à formação da Lagoa Feia.". 
O Parque Ecológico Mata da Bica (PEMB) protege pelo menos cinco nascentes  difusas do córrego Josefa Gomes. O córrego forma-se dentro do PEMB, é represado antes de deixar a Unidade de Conservação, formando um pequeno lago artificial, às margens da Avenida Lagoa Feia. A partir da represa, o córrego está canalizado e retificado e corre paralelo à avenida Ivone Saad, até a av. Califórnia. Em 2012, ao longo da av. Ivone e ruas adjacentes, foram identificadas 10 nascentes. Juntamente com aquelas protegidas pela Mata da Bica, essas nascentes são responsáveis por 70% da vazão da Lagoa Feia.
A partir da Av. Califórnia, o córrego mantém seu leito natural até desaguar na Lagoa Feia. 

## Ações para a preservação do córrego Josefa Gomes
Em 2010 o Ministério Público do Estado de Goiás "emitiu l LTPA 115/2010 que denuncia degradação de nascentes e veredas contribuintes do Córrego Josefa Gomes na Zona Urbana de Formosa". A partir desse laudo, "o MP e o Governo Municipal assinaram, em 24 de maio de 2011, um Termo de Compromisso, Responsabilidade e Ajustamento de Conduta (TAC)" no qual "o Governo Municipal assumiu o compromisso na obrigação de fazer um projeto de recuperação e preservação de todas as áreas de nascentes e veredasnas proximidades do córrego Josefa Gomes; e na execução, no prazo de dois anos, do referido projeto após a sua aprovação pelo MP" (p.8). Não encontrou-se indícios da execução do projeto.
Em 2011 e 2017 foram realizados mutirões de limpeza das águas do córrego Josefa Gomes no Parque Mata da Bica, pelas respectivas administrações municipais. Esses mutirões foram denominados "Treição das Águas na Mata da Bica" em referência à treição realizada na roça: "A treição é o mutirão que o povo faz na zona rural quando a roça do vizinho precisa de cuidado. Todo mundo se junta e limpa a roça.".
Em agosto de 2017, "A promotora de Justiça Caroline Ianhez firmou dois termos de ajustamento de conduta e um aditivo a acordo visando à proteção ambiental e resolução de problemas de degradação de nascentes e descarte irregular de lixo no município de Formosa. Os acordos referem-se ao impedimento de descarte irregular de lixo na área de voçoroca nas margens da GO-116, à revitalização e proteção do Parque Mata da Bica e ainda proteção de nascentes no Bairro do Abreu.. Os dois últimos acordos pretendem proteger nascentes que abastecem o córrego Josefa Gomes e, consequentemente, a Lagoa Feia. 
1. 1 2 3 4 5  WEISS, Joseph. S. Elaboração de Projeto de Recuperação e Preservação de Nascentes e Veredas. Relatório 5 - Relatório Final. Prefeitura de Formosa/Secretaria de Meio Ambiente: Formosa, set 2012.
2. 1 2  Comments, Redação-var lastDate = '9 de jul de 2017'; 9 de jul de 2017- No. «Após 6 meses de administração, Prefeitura repete projeto de 2011 e faz mutirão na Mata da Bica». Consultado em 21 de junho de 2019
3. ↑  MPGO), Layout: Daniely Lima, Desenv: Thiago Imolesi, Thiago Damasceno (SINFO-. «Promotora firma TACs para impedir descarte irregular de lixo, proteger parque e nascentes em Formosa». Portal do Ministério Público do Estado de Goiás. Consultado em 21 de junho de 2019